# Касимов (станция)
Касимов — железнодорожная станция с малым объёмом работы Московской железной дороги. Находится в посёлке Касимов Касимовского района Рязанской области, расположенном на противоположном берегу Оки в 7 км от центра г. Касимова.
Располагается на тупиковой ветке Ушинский — Касимов.

## Пассажирское сообщение
Станция является начальной остановкой пригородных дизель-поездов №6951, 6953 Касимов — Шилово и конечной остановкой поездов №6952, 6954 Шилово — Касимов. По состоянию на начало 2014 года поезда ходят два раза в сутки. Время в пути составляет приблизительно 2,5 часа.
Отсутствие регулярного автобусного сообщения станции с г. Касимов весьма затрудняет использование её для поездок. В то же время сама линия Шилово — Касимов является социально значимой, так как для ряда населённых пунктов Шиловского и Касимовского районов она служит единственной транспортной артерией.
Пригородная линия обслуживается маневровыми тепловозами с 1-3 вагонами. С 2012 года на линии функционируют рельсовые автобусы серии РА2. До станции с городского автовокзала можно доехать на проходящих автобусах на Лашму, Крутоярский, Телебукино и Ерахтур.

## Грузовое сообщение
Станция открыта для грузовой работы по следующим параграфам:
- Приём и выдача повагонных отправок грузов, допускаемых к хранению на открытых площадках станций.
- Приём и выдача грузов повагонными и мелкими отправками, загружаемых целыми вагонами, только на подъездных путях и местах необщего пользования.
- Приём и выдача грузов в универсальных контейнерах транспорта массой брутто 3 и 5 т на станциях.

## Инфраструктура
Станция имеет небольшой вокзал с залом ожидания, в котором есть несколько твёрдых сидений. Буфета и камеры хранения нет.

## История
Станция была открыта в 1964 году после окончания строительства железнодорожной ветки Ушинский — Касимов. При станции возник одноимённый посёлок.
До начала 2000-х годов помимо пригородных поездов со станции отправлялся поезд № 072Ц-X (прицепной вагон) до Москвы (прибывал на Казанский вокзал). Пассажиры из г. Касимова доставлялись к отправлению поезда и забирались после его прибытия рейсовым автобусом.